# Macradenia surinamensis
Macradenia surinamensis é uma espécie de planta do gênero Macradenia e da família Orchidaceae. 

## Taxonomia
O seguinte sinônimo já foi catalogado:  
- Macradenia rubescens  Barb.Rodr.[2]

## Forma de vida
É uma espécie epífita e herbácea. 

## Descrição
Planta epifítica de 0.9 a 23 centímetros de altura. Pseudobulbos cilíndricos, não curvados, de 2.3 a 5.6 centímetros de comprimento, verdes. Ela tem folhas linear-lanceoladas, de ápice acuminado. Sua inflorescência é de 7 a 9 centímetros de comprimento, raque de 7 a 8 centímetros de comprimento, de 13 a 20 flores. 
Ela tem flores de 0.2 a 0.5 centímetros de diâmetro; coloração vinácea; pedicelo+ovário de 0.8 a 1 centímetros de comprimento; sépala dorsal elíptico-lanceolada, cimbiforme, de 1.1 a 1.3 ´ de 0.2 a 0.3 centímetros, ápice agudo; sépalas laterais elíptico-lanceoladas a lanceoladas, ápice agudo; pétalas elíptico-lanceoladas, ápice agudo; labelo 3-lobado, obcordiforme quando distendido, branco com nervuras vináceas; lobos laterais suborbiculares; lobo mediano linear, um calo longitudinal quilhado. Coluna subcilíndrica, de 0.7 a 1 centímetros de comprimento; margem do clinândria levemente serreada, de 0.2 a 0.3 centímetros de comprimento; antera ereta; capa oblongada, de 0.5 a 0.6 centímetros de comprimento; polínias 2, obovadas, com cerca de. 0.1 centímetros de comprimento; estipe de 0.4 a 0.6 centímetros de comprimento. Frutos não vistos. Sementes não vistas. 
| Raiz                   | Raiz |
| ---------------------- | --- |
| espessamento textura   | fina/lisa |
| Caule                  | |
| crescimento forma      | cespitoso/cilíndrico/glabro |
| Folha                  | |
| forma ápice            | linear/acuminada ou aguda |
| base                   | conduplicada/formando pseudopecíolo |
| Inflorescência         | |
| tipo número de flores  | racemo pendente/muitas flor |
| Flor                   | |
| posição tamanho        | ressupinada/pequena |
| forma da sépala ápice  | elíptica/lanceolada/sépala dorsal cimbiforme/agudo                                                                                            |
| forma da pétala ápice  | elíptica/lanceada/falcada/agudo |
| labelo                 | sempre trilobado/lobo lateral suborbicular/lobo mediano linear/calo longitudinal quilhado na porção central/1                                 |
| coluna                 | subcilíndrica curta subereta/sem lobo estigmático/estigma em fenda/clinândrio muito desenvolvido/margem serreada/rostelo proeminente alongado |
| antera                 | terminal/capa alongada/polínia 2 |
| ovário                 | cilíndrico/glabro |
| Fruto                  | |
| presença forma textura | ausente |
| Semente                | |
| presença forma         | ausente |

## Conservação
A espécie faz parte da Lista Vermelha das espécies ameaçadas do estado do Espírito Santo, no sudeste do Brasil. A lista foi publicada em 13 de junho de 2005 por intermédio do decreto estadual nº 1.499-R. 

## Distribuição
A espécie é encontrada nos estados brasileiros de Amazonas, Pará e Rondônia. 
Em termos ecológicos, é encontrada no domínio fitogeográfico de Floresta Amazônica, em regiões com vegetação de mata de igapó, floresta de inundação e floresta ombrófila pluvial.